# مارکو فن خینکل
مارکو فن خینکل (به هلندی: Marco van Ginkel) (زاده ۱ دسامبر ۱۹۹۲ - آمرسفورت) بازیکن فوتبال اهل هلند است.
فن خینکل سابقه بازی در تیم‌های ویتس‌آرنهم و چلسی را دارد. وی ۲ بازی ملی در کارنامه خود دارد. وی در ۲۰۱۳ با قرارداد ۹ میلیون پوندی به چلسی پیوست.